# Xiangqiao
Xiangjiao är ett stadsdistrikt och säte för stadsfullmäktige i staden Chaozhou i provinsen Guangdong i sydöstra Kina.
Xiangjiao är indelat i nio stadsdelsdistrikt, fyra köpingar och en administrativ enhet på sockennivå.
Stadsdelsdistrikt (jiedao):

- Chengxi (城西街道)
- Fengxin (凤新街道)
- Jinshan (金山街道)
- Nanchun (南春街道)
- Qiaodong (桥东街道)
- Taiping (太平街道)
- Xiangqiao (湘桥街道)
- Xihu (西湖街道)
- Xixin (西新街道)

Köpingar (zhen):

- Guantang (官塘镇)
- Linxi (磷溪镇)
- Tiepu (铁铺镇)
- Yixi (意溪镇)

Område på sockennivå:
- Chaozhou Jingji Kaifaqu ekonomisk utvecklingszon (潮州经济开发区)